# Ceterach haughtonii
Ceterach haughtonii là một loài dương xỉ trong họ Aspleniaceae. Loài này được Cronk mô tả khoa học đầu tiên năm 2000.
Danh pháp khoa học của loài này chưa được làm sáng tỏ. 